# 惟政
惟政（：／ Yujeong，1544年—1610年），堂號泗溟堂，朝鮮王朝時期的禪宗僧侶。俗名任應奎，字離幻，號松雲，本貫豐川任氏。
生於慶尚道密陽，幼年喪父，步入佛門。18歲僧科合格，成為西山大師休靜的弟子。經過三年的苦行，終於大悟。
壬辰倭亂時期，朝鮮宣祖任命休靜為八道都總攝，號召全國僧人起來反抗日本侵略軍。休靜年邁，將此重任托付給了惟政。他作為義兵中僧兵的指揮官，作戰十分英勇，在收復平壤城、开城和漢城的戰役中建立了殊勳。
丁酉再亂之後，朝鮮試圖與新掌權的德川家康建立關係，但出於國家顔面的考慮，朝鮮並未派遣官方使團，而是派在日本知名度較高的惟政作為民間代表前往日本。1604年，惟政以「探賊使」的身份出使日本，翌年在伏見城會見了德川家康，並成功説服後者釋放了戰爭中的数千名朝鮮人俘虜，使後來朝日恢復邦交成為可能。